# غلاديس تومسون
غلاديس تومسون (بالإنجليزية: Gladys Thompson)‏ هي عداءة سريعة ليبيرية، ولدت في 6 أبريل 1983.

## وصلات خارجية
- غلاديس تومسون على موقع الاتحاد الدولي لألعاب القوى (الإنجليزية)
- غلاديس تومسون على موقع أوليمبيديا (الإنجليزية)